# Smiljan
Smiljan este un sat din orașul Gospić, cantonul Lika-Senj, Croația, aflat la 6 km nord-vest de localitatea principală a orașului. Populația sa este de 417 locuitori (2011). 
Smiljan este cel mai bine cunoscut pentru că este locul în care s-a născut Nikola Tesla la 10 iulie 1856.
1. 1 2  Register of spatial units of the State Geodetic Administration of the Republic of Croatia
2. ↑  List of Croatian settlements and delivery post offices, 3 ianuarie 2022